# Гун Лумин
Гун Лумин (кит. упр. 宫鲁鸣; род.29 августа 1957 года, в Мупине, провинция Шаньдун, КНР) — известный китайский баскетболист, тренер, двукратный участник Олимпийских игр. Выступал на позиции разыгрывающего защитника. Бывший главный тренер мужской сборной КНР по баскетболу.

## Биография

### Карьера игрока
Гун Лумин начал тренироваться в спортивной школе Сюйчжоу. В 1974 году присоединился к молодёжной команде провинции Цзянсу, выступал на позиции разыгрывающего защитника. Затем стал игроком основной команды Цзянсу. Трижды (1981, 1985, 1988) включался в сборную КНР. Представлял КНР на Олимпийских играх в Сеуле 1988 года, выходил на замену Сунь Фэнъу.

### Карьера тренера
После завершения карьеры игрока занялся тренерской работой. В 1991 году был ассистентом главного тренера мужской сборной КНР по баскетболу. В 1995 году возглавил первую команду страны, команда впервые в истории завоевала на Олимпиаде восьмое место. С 1999 года работал с женской сборной КНР. В 2004 году с женской командой занял девятое место на Олимпийских играх.
С 2014 года назначен главным тренером мужской сборной КНР по баскетболу.
6 января 2017 года ушел в отставку/